# 沙巴州立清真寺

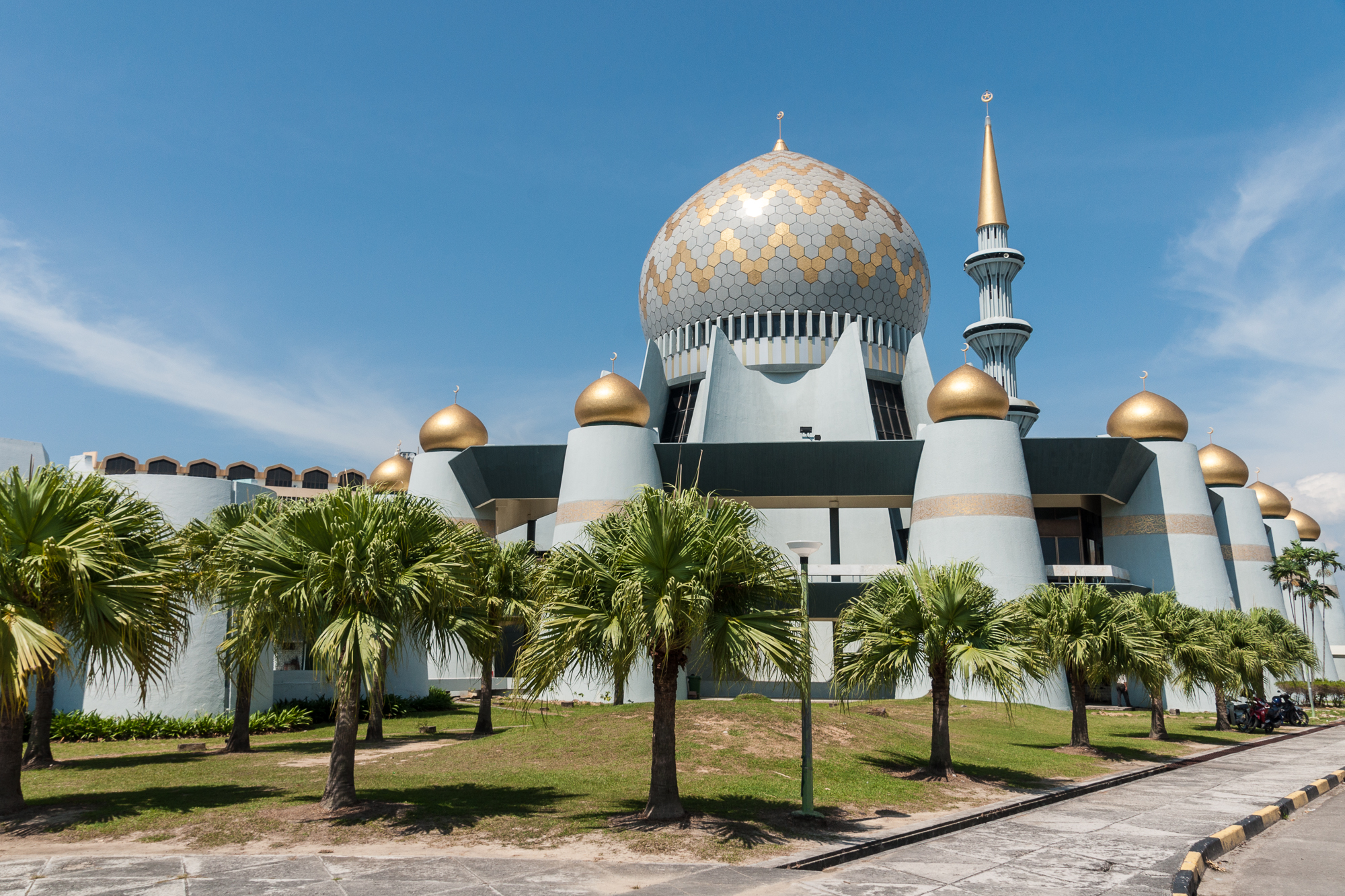
沙巴州立清真寺

沙巴州立清真寺是馬來西亞沙巴州首府亞庇的一所清真寺，位於市中心南部，離亞庇機場不遠。耗資2,500萬令吉，1977年啟用。
外牆鴿灰色，並鍍上18K金，有一座宣禮塔。大廳可容納5,000人聚禮。另有女性專用的陽台，可容納500人。